# Monastère Longxing
Le temple de Longxing (en mandarin simplifié : 隆兴寺; en pinyin : Lóngxīng Sì) est un monastère bouddhiste situé près de la ville de Zhengding dans la province du Hebei en République populaire de Chine.